# Beale Peak
Der Beale Peak ist ein Berg im Australischen Antarktis-Territorium. In den Ravens Mountains der Britannia Range ragt er 3 km südöstlich des Vantage Hill auf.
Das Advisory Committee on Antarctic Names benannte den Berg im Jahr 2001 nach Master Sergeant Garry A. Beale, Logistiker des 109. Airlift Wing bei der Übertragung der Zuständigkeit von Luftoperationen mit LC-130-Maschinen von der United States Navy zur New York Air National Guard.